# اگو فالک
اگو فالک (انگلیسی: Iago Falque؛ زادهٔ ۴ ژانویهٔ ۱۹۹۰) بازیکن فوتبال اهل اسپانیا است.
از باشگاه‌هایی که در آن بازی کرده‌است می‌توان به باشگاه فوتبال رایو وایکانو، باشگاه فوتبال رئال مادرید، باشگاه فوتبال یوونتوس، باشگاه فوتبال آ.اس. رم، باشگاه فوتبال تاتنهام هاتسپر، باشگاه فوتبال ساوت‌همپتون، باشگاه فوتبال آلمریا، باشگاه فوتبال باری، باشگاه فوتبال بارسلونا بی، باشگاه فوتبال جنوآ، و باشگاه فوتبال بارسلونا اشاره کرد.
وی همچنین در تیم‌های ملی فوتبال زیر ۱۷ سال اسپانیا، زیر ۱۹ سال اسپانیا، Galicia national football team، زیر ۲۰ سال اسپانیا، و زیر ۲۱ سال اسپانیا بازی کرده‌است.